# Parc national Cape Hillsborough
 (juillet 2019).
Le parc national Cape Hillsborough (anglais : Cape Hillsborough National Park) est un parc national de la région de Mackay, dans le Queensland, en Australie. 

## Géographie
Le parc est situé à 837 km au nord-ouest de Brisbane. Le parc est une péninsule d'origine volcanique, recouverte en grande partie par la forêt tropicale humide ; l'altitude maximale est de 267 m. 
Le parc est situé dans le bassin versant de la rivière O'Connell et dans la biorégion de la côte centrale du Mackay. 
La ville principale la plus proche est Mackay, à environ 40 km au sud-est.   

## Histoire
Le cap situé à la pointe de la péninsule a été nommé par le lieutenant James Cook lors de son premier voyage dans le Pacifique en 1770 ; le nom Hillsborough rend hommage à Wills Hill, comte de Hillsborough, président de la Chambre de commerce et des plantations de 1765 à 1765.  
À l'occasion de la Journée des parcs nationaux 2010 (dimanche 28 mars 2010), le gouvernement de l'État du Queensland a annoncé l'ajout de 204 hectares au parc. 

## Faune
De nombreuses espèces ont été identifiées dans le parc national : environ 140 oiseaux, 22 mammifères, 25 reptiles et 8 amphibiens. 